# Calliphora alpina
Calliphora alpina este o specie de muște din genul Calliphora, familia Calliphoridae. A fost descrisă pentru prima dată de Zetterstedt în anul 1845. Conform Catalogue of Life specia Calliphora alpina nu are subspecii cunoscute.